# Како (уезд)
Како (яп. 加古郡 Како-гун) — уезд, расположенный в префектуре Хиого, Япония.
Площадь уезда составляет 44,05 км².
В уезд входят посёлки Харима и Инами.
На востоке граничит с городами Кобе и Акаси, на севере и западе — с городами Какогава и Мики, на юге выходит на Внутреннее Японское море. До Нового Времени входил в состав провинции Харима.
Север уезда холмистый.